# ポル・ロサーノ
ポル・ロサーノ・ビスエテ（Pol Lozano Vizuete、1999年10月6日 - ）は、スペイン・サン・キルセ・デル・バジェス出身のサッカー選手。RCDエスパニョール所属。ポジションはMF。

## クラブ経歴
カタルーニャ州のサン・キルセ・デル・バジェスに生まれ、2006年にRCDエスパニョールのカンテラに加入した。2017年5月14日、セグンダ・ディビシオンBのCEサバデル戦 (2-3)に出場したことでエスパニョールのBチームデビューを果たした。
2017年10月15日、テラサCF戦でBチーム初ゴール。翌2018年7月4日、正式にBチームに昇格し、クラブとの契約を2023年まで延長した。
2019年8月15日、UEFAヨーロッパリーグのFCルツェルン戦でトップチームデビューを飾った。
2021年8月30日、セグンダ・ディビシオンのジローナFCへの1シーズンのレンタル移籍が決まった。
2023年1月30日、エスパニョールでの出場機会が減少していたため、2022-23シーズン終了時までグラナダCFへレンタル移籍をした。

## タイトル
グラナダ
- セグンダ・ディビシオン : 1回 (2022-23)